# Олень (Тульская область)
Олень — деревня в Киреевском районе Тульской области России.
В рамках административно-территориального устройства входит в Оленский сельский округ Киреевского района, в рамках организации местного самоуправления входит в сельское поселение Дедиловское.

## География
Деревня расположена у истока реки Олень, в 8 км к юго-востоку от города Киреевска.
В 3-х км к востоку от деревни проходит трасса «Дон».

## Население
Население — 14 чел. (2010).

## История
Олень (Алень) упоминается с 1765 года. Население составляло 523 человека. В деревне работала земская школа. До конца XVII века у деревни существовала угроза нападения крымских татар.
В 1857 году деревня входила в Богородицкий уезд Тульской губернии.